# 고질라 21 - 고질라 대 메가고질라
고질라 21 - 고질라 대 메가고질라(Godzilla Vs. Mechagodzilla)는 일본에서 제작된 오카와라 타카오 감독의 1993년 영화이다. 하라다 다이지로 등이 주연으로 출연하였고 토미야마 쇼고 등이 제작에 참여하였다.

## 출연

### 주연
- 하라다 다이지로

### 조연
- 이마무라 케이코
- 카와즈 유스케
- 나카오 아키라
- 나카야마 시노부
- 오다카 메구미
- 오오사와 사야카
- 사하라 켄지
- 사노 료코
- 사츠마 켄파치로
- 타카시마 마사히로
- 타카시마 타다오
- 우에다 코이치